# Neal Edward Smith

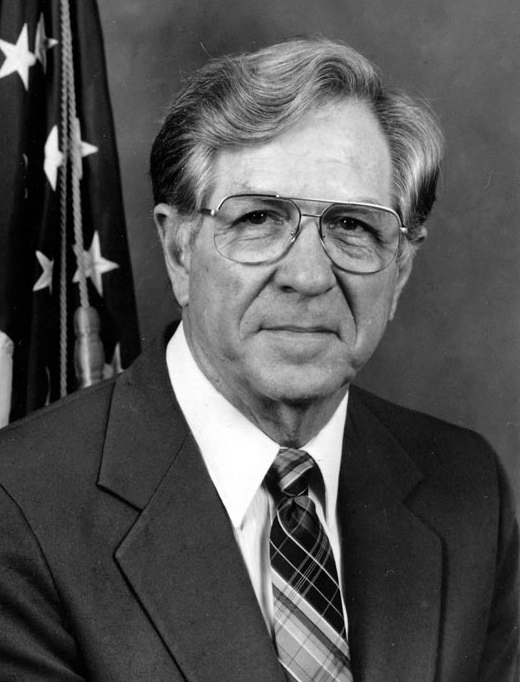
Neal Edward Smith

Neal Edward Smith (* 23. März 1920 in Hedrick, Keokuk County, Iowa; † 2. November 2021) war ein US-amerikanischer Politiker. Zwischen 1959 und 1995 vertrat er den Bundesstaat Iowa im US-Repräsentantenhaus.

## Werdegang
Neal Smith besuchte die öffentlichen Schulen in Packwood (Iowa). Danach unterbrach er seine Ausbildung, um von 1942 bis 1945 als Soldat der United States Army Air Forces am Zweiten Weltkrieg teilzunehmen. Nach dem Krieg besuchte er von 1945 bis 1946 das College of Liberal Arts an der University of Missouri. Bis 1948 studierte er an der Syracuse University. Nach einem anschließenden Jurastudium an der Drake University und seiner im Jahr 1950 erfolgten Zulassung als Rechtsanwalt begann er in seinem neuen Beruf zu praktizieren. Nebenher war er auch als Farmer tätig.
Zwischen 1951 und 1952 war Smith stellvertretender Bezirksstaatsanwalt im Polk County in Iowa. Politisch wurde er Mitglied der Demokratischen Partei, deren Jugendorganisation er zwischen 1953 und 1955 auf Bundesebene leitete. Von 1953 bis 1954 war Smith Vorsitzender des Wohlfahrtsausschusses im Polk County.
1958 wurde Smith im fünften Wahlbezirk von Iowa in das US-Repräsentantenhaus in Washington, D.C. gewählt, wo er am 3. Januar 1959 die Nachfolge des Republikaners Paul Cunningham antrat. Nach 17 Wiederwahlen konnte er bis zum 3. Januar 1995 insgesamt 18 zusammenhängende Legislaturperioden im Kongress absolvieren. Seit den Wahlen des Jahres 1972 vertrat er den vierten Distrikt, in dem er am 3. Januar 1973 John Henry Kyl ablöste. Zwischen 1973 und 1975 war er Vorsitzender eines Sonderausschusses zur Untersuchung von Wahlkampfausgaben. Von 1977 bis 1981 war er Mitglied im Committee on Small Business. Während seiner langen Zeit im Kongress wurden der 23., der 24. der 25., der 26. und der 27. Verfassungszusatz dort beraten und verabschiedet.
Bei den Wahlen des Jahres 1994 verlor Neal Smith gegen Greg Ganske. Danach zog er sich in den Ruhestand zurück. Er war mit Beatrice Haven verheiratet und hatte zwei Kinder.
Wenn man nur die Länge der Amtszeit als Abgeordneten als Referenz nimmt, ist Neal Smith mit 36 Jahren Dienstzeit der bislang am längsten dienende Kongressabgeordnete aus Iowa.

## Einzelnachweis
1. ↑  Former US Rep. Neal Smith, who represented Iowa for 36 years in Congress, dies at 101